# Red vs. Blue
Red vs. Blue, a menudo abreviado como RvB, es una machinima de ciencia ficción creada por  Rooster Teeth Productions y distribuida principalmente a través de Internet y DVD. La serie narra la historia de dos equipos de soldados luchando entre ellos en una guerra civil en medio de un desolado cañón (Blood Gulch), en una parodia de juegos de Acción en primera persona, la vida militar, y la ciencia ficción. Inicialmente la intención era la de una serie corta de seis a ocho episodios, pero el proyecto de manera rápida alcanzó un éxito inesperado luego de su estreno en Internet, el 1 de abril de 2003. Rooster Teeth, por lo tanto, decidió prolongar la serie. La historia de Red vs Blue abarca actualmente diecisiete temporadas completas y cuatro miniseries. La serie ha ganado tres premios IAWTV y un premio PGA.

## La serie

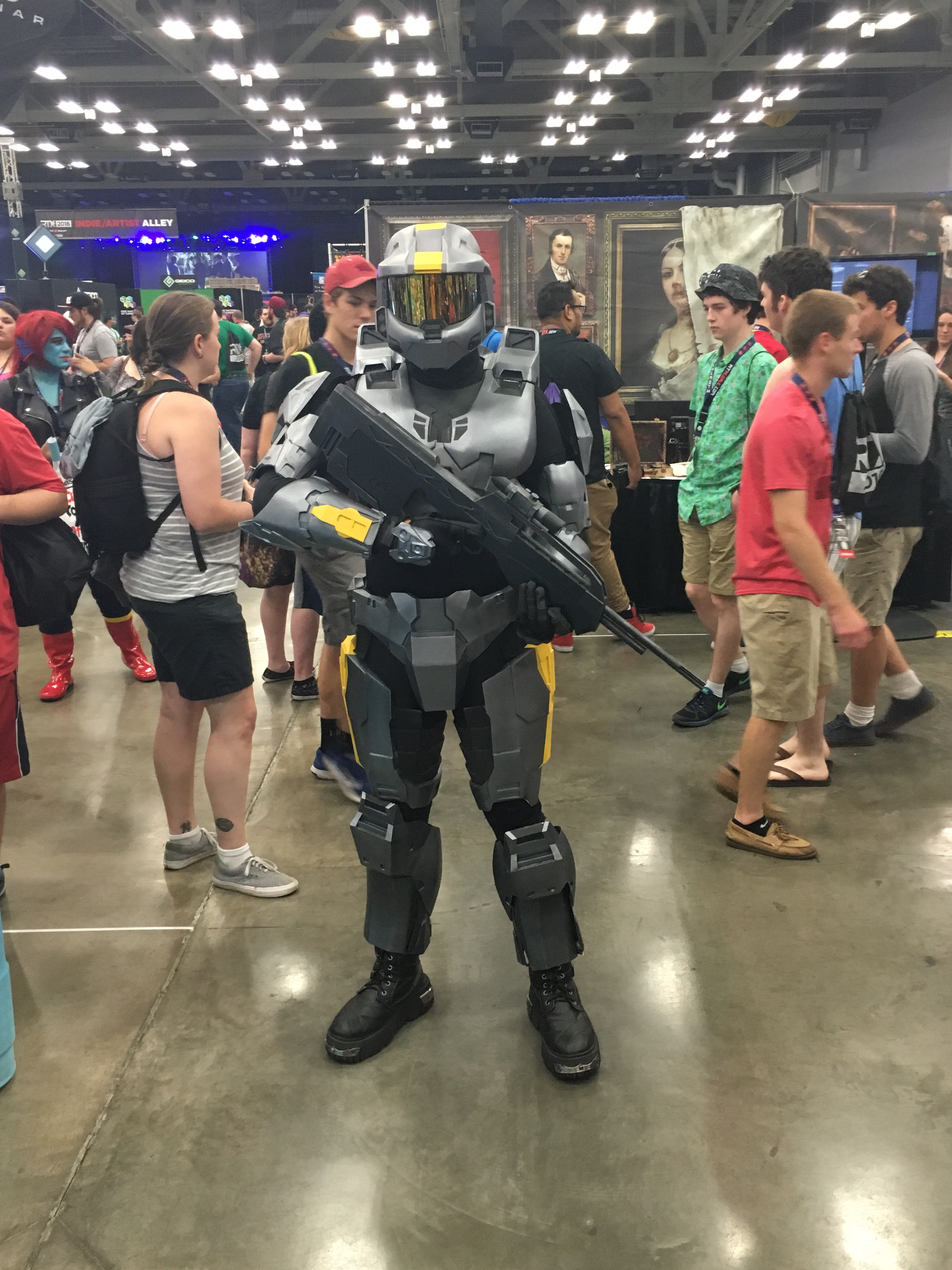
Cosplayer representando al agente Washington

Red vs Blue surgió como una idea de Burnie Burns. La serie es producida principalmente utilizando la técnica de machinimas, sincronizando secuencias de un videojuego con diálogo pregrabado y otros dispositivos de audio. Las secuencias de video son en mayoría sacadas de los modos multijugador de Halo: Combat Evolved y sus secuelas, Halo 2 y, en unos videos fuera de la serie, Halo 3, utilizando consolas de videojuegos Microsoft Xbox y Xbox 360.
En la comunidad fanática y los muchos críticos de cine, Red vs. Blue ha sido bien recibido. Elogiado por su originalidad, la serie ha ganado cuatro premios de la Academia de Artes y Ciencias de Machinima. Academy of Machinima Arts & Sciences Lo han premiado por traer una nueva popularidad a la machinima, ayudándolo a tener más publicidad y por atraer a más personas a esta forma de arte. Graham Leggat, exdirector de comunicaciones de la sociedad fílmica del Lincoln Center describió a RvB como "de veras, tan sofisticado como Samuel Beckett". Mientras tanto videos especiales continúan saliendo en línea y las series completas están disponibles en DVD. RvB fue la primera serie de machinima exitosamente comercializada.
Rooster Teeth Productions ha creado vídeos bajo la comisión de Microsoft para eventos especiales. Fue así como se agregó contenido de Red vs. Blue en la edición legendaria de Halo 3.

## Sinopsis
Red vs Blue se centra en los equipos Rojo y Azul, dos grupos de soldados que participan en una guerra civil. Originalmente, cada equipo ocupa una pequeña base en un cañón conocido como Blood Gulch. De acuerdo con Simmons (Gustavo Sorola), uno de los soldados del equipo rojo, la base de cada equipo existe solo en respuesta a la base del otro equipo. Aunque generalmente no se agradan entre sí y tienen órdenes permanentes para derrotar a sus oponentes y capturar su bandera, ningún equipo suele estar motivado para luchar contra el otro. Sus compañeros de equipo tienen una serie de personalidades excéntricas y suelen crear más problemas para ellos que para sus enemigos.
Aunque el entorno visual de Red vs Blue es principalmente tomado de la serie Halo, Rooster Teeth conscientemente los límites de las conexiones con el universo de ficción de Halo. Un vídeo especial para E3 2003 representa a El Jefe Maestro, el protagonista de la serie Halo, como un miembro mayor del ejército, y el tráiler de Red vs Blue y el primer episodio establecen que la serie se desarrolla años después de la batalla contra el Covenant. Más allá de estas referencias, la historia es independiente, una decisión que, según Burns, tiene por objeto aumentar la accesibilidad a quienes no están familiarizados con los juegos. Por ejemplo, aunque la temporada 4 y la temporada 5 incluyen caracteres de la raza alienígena Covenant (el Pacto), Rooster Teeth nunca interpreta a los personajes en el contexto original de Halo.

### Reparto

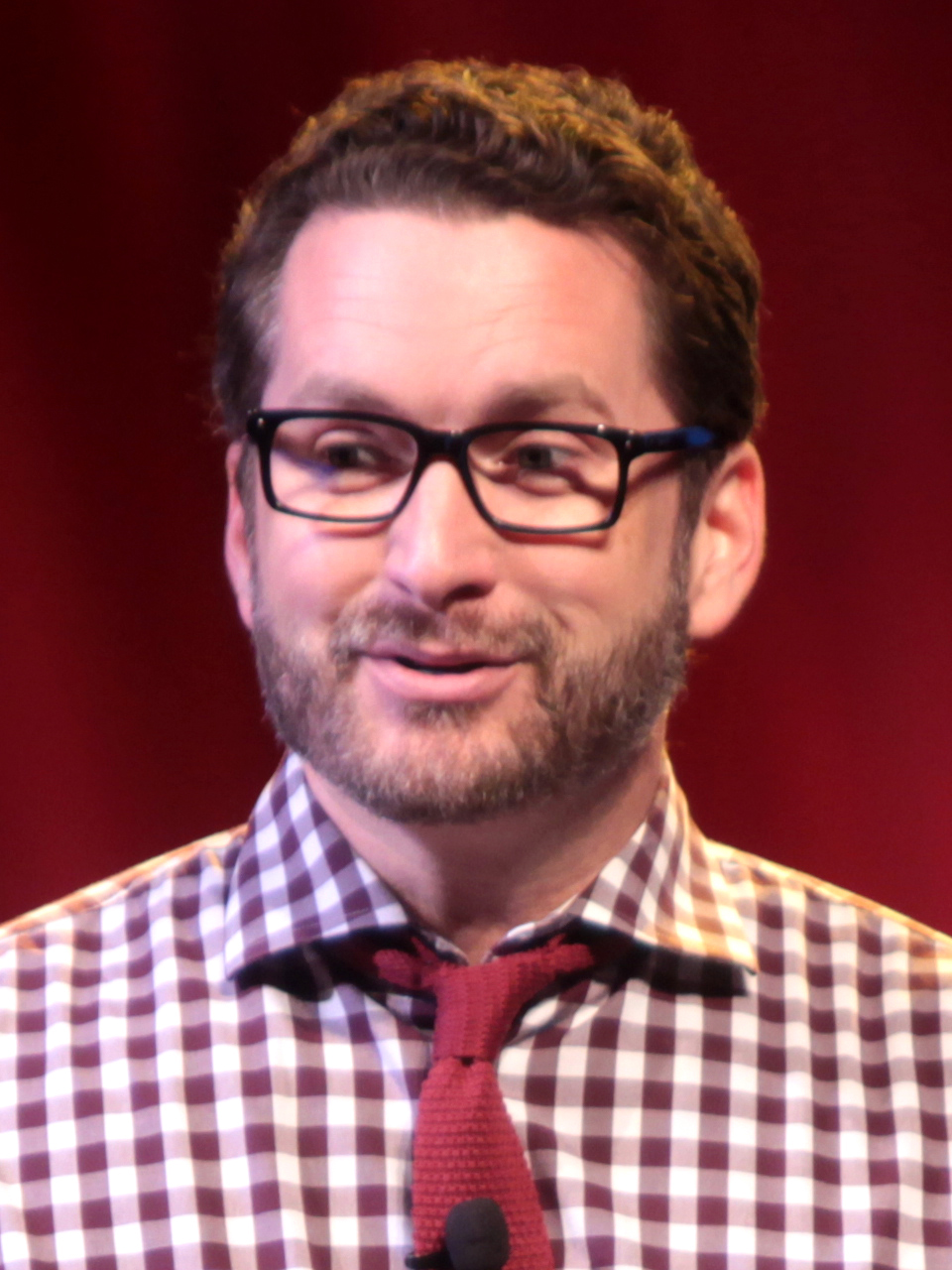
Burnie Burns, creador de la serie y voz de varios personajes

La serie no ha sido doblada al español.
| Personaje   | Actor de voz en inglés |
| ----------- | ---------------------- |
| Sarge       | Matt Hullum            |
| Grif        | Geoff Ramsey           |
| Simmons     | Gus Sorola             |
| Donut       | Dan Godwin             |
| Lopez       | Burnie Burns           |
| Church      | Burnie Burns           |
| Tucker      | Jason Saldaña          |
| Caboose     | Joel Heyman            |
| Sheila      | Yomary Cruz            |
| Tex         | Kathleen Zuelch        |
| Sister      | Becca Frasier          |
| Washington  | Shannon McCormick      |
| Epsilon     | Burnie Burns           |
| Epsilon-Tex | Kathleen Zuelch        |
| Carolina    | Jen Brown              |
| Doc         | Matt Hullum            |

## Temporadas
Las temporadas son las siguientes:
- Temporada 1: Las crónicas de Blood Gulch I (2003-2004)
- Temporada 2: Las crónicas de Blood Gulch II (2004)
- Temporada 3: Las crónicas de Blood Gulch III (2004-2005)
- Temporada 4: Las crónicas de Blood Gulch IV (2005-2006)
- Temporada 5: Las crónicas de Blood Gulch V (2006-2007)
- Temporada 6: Reconstrucción (2008)
- Temporada 7: Recreación (2009)
- Temporada 8: Revelación (2010)
- Temporada 9: Saga Freelancer I (2011)
- Temporada 10: Saga Freelancer II (2012)
- Temporada 11: La trilogía de Chorus I (2013)
- Temporada 12: La trilogía de Chorus II (2014)
- Temporada 13: La trilogía de Chorus III (2015)
- Temporada 14: Antología (2016)
- Temporada 15: Blue vs. Red (2017)
- Temporada 16: The Shisno Paradox (2018)
- Temporada 17: Singularity (2019)
- Temporada 18: Zero (2020)

## Premios y nominaciones
| Año  | Premio                  | Categoría                             | Resultado |
| ---- | ----------------------- | ------------------------------------- | --------- |
| 2003 | Machinima Film Festival | Best Independent Machinima Film       | Ganadora  |
| 2003 | Machinima Film Festival | Best Writing                          | Ganadora  |
| 2003 | Machinima Film Festival | Best Picture                          | Ganadora  |
| 2005 | Machinima Film Festival | Best Picture                          | Nominada  |
| 2005 | Machinima Film Festival | Best Direction                        | Nominada  |
| 2005 | Machinima Film Festival | Best Writing                          | Nominada  |
| 2005 | Machinima Film Festival | Best Independent Machinima            | Ganadora  |
| 2005 | Machinima Film Festival | Best Writing                          | Nominada  |
| 2006 | Machinima Film Festival | Best Voice-Acting Performance         | Nominada  |
| 2006 | Machinima Film Festival | Best Writing                          | Nominada  |
| 2006 | Machinima Film Festival | Best Series                           | Nominada  |
| 2009 | Best Machinima Series   | Best Artistic Concept in a Web Series | Nominada  |
| 2012 | Premios IAWTV           | Best Animated Series                  | Ganadora  |
| 2013 | Premios IAWTV           | Best Animated Series                  | Ganadora  |
| 2013 | Premios IAWTV           | Best Supplemental Content             | Ganadora  |
| 2013 | Premios PGA             | Outstanding Digital Series            | Nominada  |
| 2013 | Premios Streamy         | Audience Choice Best Show of the Year | Nominada  |
| 2013 | Premios Streamy         | Best Animated Series                  | Nominada  |
| 2013 | Premios Streamy         | Best Editing                          | Nominada  |
| 2014 | Premios Streamy         | Best Action or Sci-Fi Series          | Nominada  |
| 2014 | Premios Streamy         | Best Writing                          | Nominada  |
| 2014 | Dragon Slayer Awards    | Best Machinima or Video Series        | Ganadora  |
| 2018 | Premios PGA             | Outstanding Digital Series            | Nominada  |